# 西村六善
西村 六善（にしむら むつよし、1940年- ）は、日本の外交官。外務省欧亜局長を経て、経済協力開発機構（OECD）政府代表部特命全権大使、地球環境問題担当特命全権大使兼気候変動担当政府代表、内閣官房参与等を歴任した。

## 経歴・人物
北海道札幌市生まれ。麗澤高等学校を経て、上智大学外国語学部イスパニア語学科在学中に外務公務員試験に合格。1962年大学を中退し、外務省入省。条約局協定課長、報道課長、大臣官房総務課長を経て、1994年シカゴ総領事。1997年外務省欧亜局長。1999年からOECD日本政府代表部特命全権大使を務め、気候変動問題などを担当。2002年特命全権大使（アフガニスタン支援調整担当）。2003年駐メキシコ特命全権大使。2005年特命全権大使（地球環境問題担当）。2006年兼気候変動担当政府代表。2007年内閣官房参与（地球温暖化問題担当）、日本国際問題研究所客員研究員。